# Телевизија
Телевизија (од грчке речи tele - далеко и латинског глагола video, videre - видети, гледати, у буквалном преводу: „гледање на даљину“, „даљинско гледање“) је телекомуникацијски систем за емитовање и примање покретних слика и звука са великих даљина. Овај појам се односи на све аспекте телевизијског програма и трансмисије, такође.
Телевизија је електронски систем, помоћу кога оптичку слику и звук претварамо у електронске сигнале, који се преносе до пријемника, где се претварају у оптичку слику и звук.
Први пут је реч телевизија употребљена 1900. године, на међународном конгресу у Паризу, у делу „Електрична телевизија“ Перског, а у готово исто време један француски библиотекар је групишући радове који се односе на електрично преношење слике на даљину употребио исти израз „телевизија“. Иако је овај израз у суштини нетачан (будући да је телевизија пренос и слике и звука, дакле присутан је и елемент слушања), опште је прихваћен и било га је немогуће променити.
Телевизија је постала комерцијално доступна у грубој експерименталној форми током касних 1920-их. Након Другог светског рата, побољшани облик телевизије је популаризован у Сједињеним Државама и Британији, и телевизијски апарат се усталио у кућама, предузећима, и институцијама. Током 1950-их, телевизија је постала примарни медијум за обликовање јавног мњења. Током 1960-их, телевизија у боји је задобила популарност у САД и тај тренд су следиле друге развијене земље. Доступност медија за чување података као што су VHS (1976), DVD (1997), и Blu-ray дискови високе резолуције (2006), омогућио је гледаоцима да користе телевизијски апарат за гледања снимљеног материјала попут филмова и телевизијских програма. Крајем прве деценије 2000-тих с транзицијом на дигиталну телевизију је знатно порасла популарност телевизије. Од 2010, са доласком паметне телевизије. Интернет телевизија је довела до доступности телевизијских програма на Интернету путем сервиса као што су на пример Netflix, BBC iPlayer, и Hulu.
Године 2013, око 79% домаћинстава широм света је поседовало телевизијски апарат. Замена гломазних екрана са високо волтним катодним цевима (ЦРТ) са компактним, енергијски ефикасним, равним панелима попут плазма дисплеја, LCD (који су флуоресцентно позадински осветљени и LED), и OLED дисплејима је била значајна хардверска револуција, која је почела са пенетрацијом потрошачког маркета компјутерских монитора крајем 1990-тих и убрзо се проширила на ТВ апарате током 2000-током. Након 2010, већина ТВ апарата у продаји има раван панел, углавном LED. Више ТВ произвођача је најавило престанак производње CRT, DLP, плазма, и чак флуоресцентно позадински осветљених LCD апарата средином 2010-тих. Очекује се да LED буду постепено замењени OLED мониторима у блиској будућности. Водећи произвођачи су такође најавили да ће у све већој мери производе паметне ТВ апарате током средине 2010-тих. Очекује се да ће паметни телевизори постати доминантна форма телевизијских апарата до краја 2010-тих.
Телевизијски сигнали су иницијално били дистрибуирани само као земаљска телевизија по узору на системе за емитовање радио програма. Земаљска телевизија користи трансмитере који одашиљу телевизијски сигнал на датој радио фреквенцији великом снагом до индивидуалних телевизијских пријемника. Осим оригиналног метода земаљске телевизије, телевизијски сигнали су такође дистрибуирани путем коаксијалног кабла или оптичких влакана, сателитских система и преко Интернета. До раних 2000-тих, телевизијски сигнали су трансмитовани као аналогни сигнали, али је убрзо већина земаља прешла на дигиталне сигнале, и очекује се да ће прелаз бити окончан широм света до краја 2010-тих.

## Историја
Први пут реч телевизија употребљен је 1900. године, на међународном конгресу у Паризу, у делу »Електрична телевизија« Перског, а у готово исто време један француски библиотекар је групишући радове који се односе на електрично преношење слике на даљину употребио исти израз »телевизија«. Иако је овај израз у суштини нетачан (будући да је телевизија пренос и слике и звука, дакле присутан је и елемент слушања), опште је прихваћен и било га је немогуће променити..

## Циклус функционисања техничког система
Телевизија као електронски систем претвара оптичку слику и звук у електронске сигнале, преносећи их даље до пријемних уређаја путем електромагнетних таласа кроз ваздух или директно кабловском везом, где се у обрнутом процесу електронски сигнали претварају у оптичку слику и звук. Овај процес се одвија брзином светлости.
Када је у питању директни пренос, онда на пријемни уређајима видимо слику и чујемо тон у исто време када се они „снимају“, односно претварају у електронске сигнале у телевизијској станици.
Систем функционисања техничког система може се приказати у четири фазе:
- Претварање оптичке слике и звука у електронске сигнале
- Контрола, подешавање и селекција сигнала
- Пренос сигнала до пријемника
- Претварање сигнала у оптичку слику и звук

Да би се овај систем остварио неопходан је технички систем електронских уређаја, чији број и врста зависе од тога какав је систем.

## Телевизијска камера
Телевизијска камера је уређај помоћу кога се оптичка слика трансформише у електронске сигнале. Камера се састојала из анализаторске цеви, која је ову трансформацију и вршила. Са предње стране налазила се анализаторска плоча, која реагује на светлост која се рефлектује са објекта и у зависности од јачине светлости добијају се различита наелектрисања на плочи.
Насупрот анализатора је катода, која је везана за извор електричне енергије. Електронски млаз носи константну струју електрона, који прелази преко плоче великом брзином.
Под утицајем наелектрисања плоче константна струја млаза се мења и постаје модулисана. Модулисани електронски млаз је заправо видео-сигнал телевизијске слике.

## Почетак
Будући да је задатак телевизије да електромагнетним таласима преноси на даљину слике покретних и непокретних призора, што је задатак много тежи од преноса звука, јер је за појединачни звук (колико год био компликован) довољан један сигнал, за пренос на пример црно беле слике потребан огроман број електричних сигнала. Зато су за откриће телевизије била неопходна истраживања и открића у области електромагнетних таласа.
Важно отркиће било је 1783. када је Уилби Смит указао да је селен фотоелектричан и да са различитим јачинама струје даје разне вредности светлости. Александар Столетов је 1889. пронашао уређај који светлосне утиске мења у електричне (фотоелектричну ћелију).
Телевизија је рођена као идеја Паула Нипкова, који је схватио да се лик састоји од густог скупа линија (хоризонталних), а свака линија од скупа тачака. Дошао је на идеју да покренути тачку значи - оживети слику, што је и урадио 1884. године. Нипков је направио механички разлагач слике (Нипкинов диск). Његов проналазак је спирална плоча (са тридесет рупа) која се врти испред слике, у петнаестом делу секунде. Светлосна вредност сваке тачке преноси се на ћелију селена и тиме изазива пулсирајућу једносмерну струју, која иде до пријемника где се такође ротира Нипкова плоча и ток претвара у светлосне вредности.

### Важнији проналасци
- 1897. — Карл Фердинанд Браун направио је претечу данашње катодне цеви
- 1907. — Росинг конструише катодни телескоп, односно први је замислио телевизијски систем помоћу катодних цеви
- 1908. — Независно од Росинга Суинтон предлаже употребу катодних цеви за телевизију
- 1922. — Владимир Зворкин је пронашао иконоскоп - фотоелектрични мозаик састављен од великог броја капи селена осетљивих на цезијум
- 1923. — Франсис Џенкинс конструише механички систем телевизије
- 25. април 1925 — рођење телевизије, Џ. Л. Берд у Лондону, преноси слику лутке из поткровља у радњу у приземљу где је монтиран пријемник.
- 1929. — приказан први кинескоп (тв пријемник са катодном цеви)
- 1932. — британска компанија ЕМИ почиње емитовање програма на основу Зворкиновог иконоскопа
- 1936. — први редовни програм BBC
- 1939. — први редовни програм у САД
- 1953. — тв у боји
- 1963. — прва тв слика преко сателита
- 1969. — пренос са Месеца
- 1993. — почетак дигиталне телевизије по стандарду ДВБ

## Аналогна телевизија
Екран старијих модела телевизијског пријемника је као најважнији део имао катодну цев, чији је предњи део био телевизијски екран. Од настанка телевизије, прихваћен је правоугаони облик слике у односу 3:4, а величина зависи од величине екрана, која се мери по дијагонали (37, 51, 56, 66, 69.. )
Екран пријемника је са унутрашње стране обложен материјом, која под дејством електронског млаза даје одговарајућу слику. Модулисани млаз са катоде пада на екран по истом реду као у телевизијској камери по 625 линија и обавља синтезу слике, чиме се формира скуп тачака које у људском оку изазивају утисак слике.
Овај процес се дешава брзином светлости.
Код телевизије у боји одвојено се региструју, преносе и реконструишу три слике (плава, зелена и црвена).
Аналогна телевизија је још увек техника која преовлађује у већини земаља у свету, у којима се користе различити видео-стандарди за формат слике. То су
- који преноси 25 слике (односно 50 полуслика) у секунди које имају по 625 линија
- -
- - који преноси 30 слике (односно 60 полуслика) у секунди које имају по 525 линија

Постоје пријемници који подржавају сва три стандарда, али уколико се користи пријемник који не подржава стандард, слика се не може видети, што се код стандарда PAL и SECAM може исправити спајањем кондензатора између проводника, али код NTSC-а се може изазвати ефекат сужене слике са исеченим страницама.

## Дигитализација
ДВБ стандард (Digital Video Broadcasting) односно дигитално емитовање телевизије, је група интернационално прихваћених стандарда за дигиталну телевизију, организацију са седиштем у Женеви задужену за стандардизацију система за пренос дигитализованог аудио и видео садржаја. Идеја је настала деведесетих година двадесетог века, а иницијативу је 1990. дала ЕБУ. Пројекат је основало 83 члана из редова радиодифузије, телекома, произвођача и регулаторних агенција - 1993. године. Данас има преко 270 чланова. У многим земљама ДВБ стандард замењује PAL, СЕКАМ и НТСЦ стандарде (и то у Немачкој, Уједињеном Краљевству, Италији, Француској, Шпанији, Мађарској, Аустралији, Сингапуру итд).
ДВБ стандарди укључују:
- - дигитални сателитски систем за фреквенције то 11/12
- - дигитални кабловски систем компатибилан са
- - дигитални СМАТВ систем прихваћен од  и
- - дигитални мултипоинт дистрибуциони систем, (10) базиран на DVB-C кабловском систему
- - дигитални мултипоинт дистрибуциони систем, (10) базиран на DVB-S сателитском систему
- - дигитални систем за земаљске предајнике (8 MHz и 7 MHz)
- - дигитални систем за земаљске предајнике друге генерације
- - севис ИС, за ДВБ декодере
- - ДВБ (телетекст)
- - ДВБ за приступ другим апликацијама
- - транспорт ДВБ сервиса преко ИП-а.

Разлог за прелазак на нови стандард емитовања су могућност да се боље искористи телевизијски канал, будући да се у каналу у коме се данас емитује један програм у ТВБ стандарду могу помоћу једног предајника емитовати четири различита програма. На овај начин број мрежа, односно програма могао би бити много већи. Битно се побољшава квалитет слике и тона, који је једнак студијском, штеди се електрична енергија на предајницима, омогућио би се пријем сигнала у покрету (аутомобилима, возовима, аутобусима и сл.), што би омогућило пружање нових сервиса.
Да би се увео овај систем потребно је да телевизије произведу нове садржаје и да повећају ефикасност, телеком оператери (или ТВ станице) морају да обнове свој емисиони систем, произвођачи морају да развију нову генерацију предајне и пријемне опреме, државе морају да прилагоде и примене нову регулативу и евентуално дају неке субвенције.
А крајњи корисник - гледалац мора да купи нови пријемни уређај.

### Сет-топ бокс
Технички услов за пријем дигиталног сигнала на страни корисника је неопходан посебан уређај - сет-топ бокс.
Просечан уређај треба да на свом излазу има:
- стереофонски излаз за тон,
- слику преко антенског UHF конектора
- слику преко SCART конектора или RCA –CHINCH конектора

За пријем сигнала довољан је ниво који отвара пријемник, тако да нема потребе за изналажењем најповољнијег положаја пријемне антене.

### ДВБ-Т
ДВБ-Т готово да није подложан ометању од стране аналогне телевизије. У поређењу са аналогним предајником, зона покривања ДВБ-Т предајника је хомогенија, сигнал се прима из више праваца и довољно је усмерити антену на први сигнал, а да притом нема рефлексије у слици.
ДВБ-Т мрежа је робуснија од аналогне. Испад једног од ДВБ-Т предајника у мрежи неће утицати на пријем јер је могуће да се сигнал прими од осталих ДВБ-Т предајника.
ДВБ-Т омогућава несметани рад на суседном каналу са исте локације на којем емитује аналогни предајник, са неколико пута мањом снагом ДВБ-Т предајника постиже се скоро иста величина зоне покривања. Слика је јасна и оштра, гледалац на сет топ пријемнику треба да одабере опцију компонентног или композитног приказа.

## Интерактивна телевизија
Оно што је телевизију учинило интерактивним медијем је интернет. Главне стратегије у повезивању интерактивне тв и интернета су:
- Дигитални бродкастинг
- Приступ интернету путем ТВ-а (Intercast, WebTV)
- Синтеза прве и друге стратегије
- Приступ интернету путем кабловских мрежа

Интерактивна дигитална телевизија захтева уређај који ће је приближити концепту персоналних рачунара. Комуницирање између телевизије и бродкастера омогућује сет-топ бокс. Тренутно не постоји јединствени стандард за све произвођаче (OpenTV, MediaHighway, WebTV и Јава).
OpenTV је оперативни систем за интерактивну телевизију, који представља заједнички пројекат Сан Мајкросистемса (енгл. Sun Microsystems) и Томсон Мултимедије (енгл. Thomson Multimedia), који се развио у компанију за производњуапликација за интерактивну телевизију.
MediaHighway је интерактивни систем за емитовање, који су развили Канал + (енгл. Canal+ Technologies). Овај систем омогућава рад на различитим платформама пружајући могућност електронске куповине (енгл. online shopping) електронски телевизијски водич (енгл. electronic program guide), затим временску прогнозу на захтев, огласе, видео-игрице, телебанкарство итд.
WebTV омогућава услугу - интернет путем телевизије. У власништву је Мајкрософта, а нуди интерактивну телевизију која се прати и на телевизорима и на рачунарима уз компатибилну картицу. Пакети услуга које нуди су: класични (WebTV Classic), плус (WebTV Plus) и сателит (WebTV Plus Satellite).

## IPTV
IPTV је један од најновијих начина дистрибуције ТВ сигнала до крајњих корисника. Користи класичне телекомуникационе системе за пренос сигнала IP мрежу и постојећу инфраструктуру.

## Телевизија у Србији
Прва радиодифузна станица огласила се из Београда 1. октобра 1924. године. Захваљујући томе што је имала ову станицу, краљевина Срба, Хрвата и Словенаца постала је чланица Међународне уније за радиофонију (УИР) приликом њеног оснивања 1925. у Женеви.
1929. када је основан Радио Београд сматра се годином настанка данашње Радио-телевизије Србије.

### Телевизија у Краљевини Југославији
Први сусрет Београђана са телевизијом одиграо се у септембру 1938. године на Београдском сајму, када је холандска фирма „Филипс“ монтирала прву телевизијску станицу са студијом, одакле су за све време трајања јесењег сајма, први пут на Балкану, емитоване телевизијске емисије за ширу публику, уз учешће београдских глумаца.

### ФНРЈ
По завршетку Другог светског рата, власт „Нове Југославије“ (ФНРЈ) схватила је важност развоја медија па је, 08. јуна. Године 1956. Савезно извршно веће донело одлуку о додељивању средстава за изградњу ТВ мреже у Југославији.

### Експериментални програм
У суботу, 23. августа 1958. започео је „експериментални програм“ Студија Београд. Студио је изграђен на Београдском сајму, Булевар Војводе Мишића 14, а располагао је са свом основном техником. Први емитовани програм био је Дневник, а вести су читали Милоје Орловић, Бранислав Сурутка, Олга Нађ, Оливера Живковић и Вера Миловановић.
Домаћа индустрија (РР Ниш, „Чајавец“ Бања Лука и загребачки РИЗ) производила је прве ограничене серије ТВ пријемника. Око тих првих телевизијских апарата често су се окупљале не само породица, већ и комшилук, па и целе улице.

### Авалски торањ
Авалски торањ, саграђен половином 1965. године, био је први значајан продор у изградњи емисионе инфраструктуре у земљи. Већ 1970. године је готово цела Србија била покривена ТВ сигналом, а број пријемника достигао је 1.796.210.

### СФРЈ
Организација радио-телевизијских система у Социјалистичкој Федеративној Републици Југославији, кореспондирала је са конститутивним елементима Федерације. У свих шест република постојале су државне РТВ куће, а у аутономним покрајинама (Косово и Метохија и Војводина), Студио Приштина и Студио Нови Сад.
Први директан ТВ пренос са веће удаљености, реализован је 23. новембра 1959. године из Ниша.

## РТС
РТС емитује телевизијски програм у укупном дневном обиму од 72 часова.
У укупном телевизијском емитовању, учешће програма емитованог из студија ТВ Београд је, на првом програму 95%, на другом 90%, на сателитском 96%, а у радијском емитовању 98,8%. РТС располаже са 5 опремљених студија, 4 РЕМ-а, 6 БЕТА монтажа, 5 дигиталних монтажа и 1 оф лајн монтажом. Продукција има 35 мобилних камера са 60 KW расвете. У протеклих педесет година архивирано је и сачувано 650.000 аудио-визуелних докумената снимљених филмском техником (период од 1958. године до 1990. год.), 160.000 видео-записа (од 1963. до данас, с тим што се овај фонд обогаћује са око 10.000 нових докумената годишње), 550.000 фотографија и слајдова, 4 милиона страница текстуалних записа и 15.000 фоно записа. РТС поседује архиву која може да обезбеди 25 године непрекидног емитовања.
Стандарди код нас подржани:
- PAL 720x576 + моно/стерео (стари систем)
- HD 1080 стандард mpg2, 5.1 аудио/+стерео (нови систем)